# Antimo Cesaro
Antimo Cesaro (Napoli, 19 settembre 1968) è un politico italiano.
Insegna Scienza politica, Filosofia politica, Teoria del linguaggio politico e Storia del pensiero politico presso il Dipartimento di Scienze politiche "Jean Monnet" dell'Università degli studi della Campania "Luigi Vanvitelli". È stato deputato nella XVII Legislatura.

## Biografia
Nel 1992 si è laureato con lode in Giurisprudenza presso l'Università degli Studi di Napoli Federico II e nel 1996 ha conseguito il dottorato di ricerca in filosofia politica presso la Libera Università San Pio V di Roma. Dal 1996 al 1997 consegue il perfezionamento scientifico biennale in filosofia del diritto presso l'Università degli Studi "Suor Orsola Benincasa" di Napoli.
Dal 1997 al 1999 è stato borsista del Consiglio Nazionale delle Ricerche presso l'Università degli Studi di Sassari.
Dal 1998 al 2002 è stato membro del Consiglio Nazionale dei Beni Culturali.
Nel 2006 è assunto come ricercatore di filosofia politica presso la Seconda Università degli Studi di Napoli, dove nel 2015 diventa professore associato. Ha orientato la sua ricerca scientifica allo studio dei classici del pensiero politico medievale e moderno (dedicandosi in particolare all'opera di Tommaso Campanella). Ha pubblicato vari saggi sul pensiero politico, la filosofia delle scienze sociali e l'estetica dell'età medievale e rinascimentale. A febbraio 2019 ha pubblicato per La nave di Teseo il saggio Breve trattato sul lecchino.
Partecipa ai comitati scientifici di varie riviste (Heliopolis, Filosofia e questioni pubbliche, Persona, Metabasis.it, Europea) e delle collane editoriali Il caffè dei filosofi (Mimesis), Kratos (Alboversorio edizioni), icovidivoci (Artetetra edizioni). Per la casa editrice Atretetra dirige inoltre la collana Ingegni dedicata alla saggistica universitaria.

### Attività politica
Nel 2012 ha ricoperto l'incarico di coordinatore regionale in Campania di Italia Futura, associazione politica di Luca Cordero di Montezemolo, per poi aderire agli inizi del 2013 a Scelta Civica per l'Italia del Presidente del Consiglio uscente Mario Monti.
Alle elezioni politiche del 2013 viene candidato alla Camera dei deputati, tra le liste di Scelta Civica per l'Italia nella circoscrizione Campania 2 come capolista, venendo eletto deputato. Nella XVII legislatura della Repubblica è stato componente della 11ª Commissione Lavoro pubblico e privato, segretario della Commissione bicamerale per l'infanzia e l'adolescenza, segretario della Giunta delle elezioni e membro del comitato per le incompatibilità, le ineleggibilità e le decadenze.

#### Sottosegretario ai beni e attività culturali e del turismo
Il 28 gennaio 2016, in occasione del rimpasto del governo Renzi, è stato nominato, dal Consiglio dei ministri, sottosegretario di stato al Ministero dei beni e delle attività culturali e del turismo in quota Scelta Civica.
A luglio 2016 è tra coloro i quali si schierano contro la fusione del gruppo parlamentare di Scelta Civica con quello di Alleanza Liberalpopolare-Autonomie (ALA) di Denis Verdini, pertanto abbandona il partito assieme ad altri 14 deputati e dà vita al gruppo parlamentare Civici e Innovatori.
Con la nascita del governo presieduto da Paolo Gentiloni, il 29 dicembre 2016 viene confermato nel ruolo di sottosegretario ai beni e le attività culturali e del turismo, che manterrà fino al 1º giugno 2018.

## Indagini giudiziarie
Antimo Cesaro è risultato indagato per falso dalla Procura di Roma, per un episodio legato alla sua attività nel Governo ed all'esito del procedimento è stato assolto con formula piena su richiesta dello stesso PM che ha accertato l'insussistenza dell'accusa.
Nel 2018 inoltre il suo nome, insieme a quello di altri politici, compare in una informativa di reato della questura di Napoli nel contesto dell'indagine per estorsione aggravata da metodo mafioso a carico dell'imprenditore Adolfo Greco, il cui procedimento giudiziario si è concluso nel 2024 con l'assoluzione "perché il fatto non sussiste".

## Opere

### Saggi, monografie e edizioni critiche
- Breve trattato sul lecchino, La nave di Teseo Editore, Milano 2019
- Tommaso Campanella,  La città del Sole, con saggio introduttivo e note al testo, Artetetra edizioni, Capua 2018
- Il sovrano demiurgo, Artetetra edizioni, Capua 2018
- Arcana Tabula. Malarz. Dama. Jednorożec, Czuły Barbarzynca, Varsavia, 2016 (traduzione a cura di M. Wrana)
- Arcana tabula. Il pittore. La dama. Il liocorno, Artetetra edizioni, Capua 2014
- Ambroise Parè, Discorso sul liocorno, traduzione, saggio introduttivo e note al testo, Artetetra edizioni, Capua 2014
- La politica come scienza. Questioni di filosofia giuridica e politica nel pensiero di Tommaso Campanella, FrancoAngeli, Milano 2013
- Lingua, gladio et pecunia. Fondamento dello Stato e strumenti del potere nel De politica di Tommaso Campanella, Guida Editore, Napoli 2012
- Machina Mundi. Incursioni simbolico-politiche nell’arte federiciana, FrancoAngeli, Milano 2012
- Sguardi in ascolto. Il simbolo tra parola e immagine, con Giovanni Lombardo, Mucchi Editore, Modena 2011
- Tommaso Campanella, Aforismi politici, con saggio introduttivo e note al testo, Guida Editore, Napoli 2011
- Lo sguardo di Ulisse. Due esercizi di ermeneutica simbolico-politica, ScriptaWeb, Napol 2009

### Lavori letterari
- Sinesio di Cirene, Elogio della calvizie, traduzione, saggio introduttivo e note al testo, Artetetra edizioni, Capua 2014
- Tommaso Campanella. La Repubblica di Bananab (autentico falso d'autore), Guida, Napoli 2011